# Francesc Riu i Rovira de Villar
Francesc Riu i Rovira de Villar (Sant Esteve de Palautordera, 4 d'octubre del 1935), religiós salesià, va estar al capdavant d'Escola Cristiana de Catalunya entre 1976 i el 2005.

## Biografia
Estudià teologia a Melchet-Court (Anglaterra). A Barcelona estudià magisteri, i el 1961 es llicencià en Físiques per la Universitat de Barcelona. Exercí de vicari provincial de la Inspectoria Salesiana de Barcelona entre el 1973 i el 1976. Escollit responsable de formació permanent de l'Escola Universitària Blanquerna, el 1976 promogué la realització d'unes jornades de treball sobre el paper de l'educació catòlica. El seu fruit va ser creació del Secretariat de l'Escola Cristiana de Catalunya i que el cardenal Jubany en nomenés Francesc Riu com a secretari general, càrrec que mantingué quan el Secretariat fou substituït per la Fundació Escola Cristiana de Catalunya; després de trenta anys en el càrrec, se'n jubilà el 2005.
L'any 1993 es postulà el seu nom com a possible bisbe auxiliar de Barcelona, però no prosperà. L'any 1997, el cardenal Carles el posà al capdavant de la Delegació General d'Educació Cristiana de l'arquebisbat de Barcelona, i el 1998 va ser designat membre del Consell Pastoral Diocesà. El 2000 va ser nomenat delegat general d'educació cristiana del bisbat de Barcelona, i el 2001-2002 era director del Secretariat Interdiocesà d'Ensenyament de la Religió de la Conferència Episcopal Tarraconense. A data de 2007 estava vinculat a la Fundació Don Bosco i a la Fundació Rinaldi, ambdues vinculades als salesians. Ha publicat llibres sobre pedagogia, tant de reflexió sobre l'educació catòlica i el seu encaix en el marc legal espanyol, com algunes obres de catequesi.
Provinent d'una família de propietaris agrícoles, els seus avi, pare i germà van ser alcaldes de Sant Esteve de Palautordera en diverses ocasions al llarg del segle xx. Altres germans: Antoni, Josep Maria, Maria Àngels, Montserrat.

## Obres
- Fem escola: 30 preguntes sobre el Consell Escolar Barcelona: Fundació Escola Cristiana de Catalunya, 2007 (5a edició)
- LOE: desafio y oportunidad Barcelona: Edebé, 2006. 978-84-236-8249-2
- La Direcció d'una escola concertada Barcelona: Fundació Escola Cristiana de Catalunya, 2004
- Miguel Ángel Orcasitas i F. Riu La LOCE y su lectura agustiniana Madrid: Federación Agustiana Española, 2004. ISBN 84-96029-59-X
- Calidad para todos: compendio y análisis crítico de las leyes en vigor: LODE (1985), LOGSE (1990), LOPEG (1995), LOCFP (2002) y LOCE (2002) Barcelona: Edebé, 2003. ISBN 84-236-6810-X
- Els drets dels pares en l'educació escolar dels seus fills Barcelona: Fundació "Escola Cristiana de Catalunya", 2003. ISBN

84-7911-996-9
- Les escoles concertades en el marc de la Constitució, la LODE i la Llei de Qualitat Barcelona: Secretariat de l'Escola Cristiana de Catalunya, 2003
- Escoles diferents obertes a tothom Barcelona: Secretariat de l'Escola Cristiana de Catalunya, 2002
- Memòria i prospectiva: 1977-2002 Barcelona: Secretariat de l'Escola Cristiana de Catalunya, 2002
- Qüestió de drets: els drets i les llibertats fonamentals en l'ambit escolar Barcelona: Escola Cristiana de Catalunya, 2001
- José Alzábal, F. Riu Arrels de la nostra fe 2: catequesi d'adults Barcelona: Edebé, 2000. ISBN 84-236-5628-4
- Raíces de nuestra fe 1: catequesis de adultos Barcelona: Edebé, 2000. ISBN 84-236-5486-9
- José Alzábal, F. Riu Raíces de nuestra fe 2: catequesis de adultos Barcelona: Edebé, 2000. ISBN 84-236-5488-5
- Evangelitzar a l'escola?: reflexions a partir del Concili català Barcelona: Editorial Claret, S.A., 1996. ISBN 84-8297-093-3
- Els religiosos i l'escola cristiana Barcelona: Secretariat de l'Escola Cristiana de Catalunya, 1991
- La LOGSE: lo que se dice y lo que no se dice Barcelona: Secretariado de la Escuela Cristiana, 1990
- F. Riu, Pilar Ferreiros i Anna Ramis La LOGSE: què pretén i com incidirà en l'acció educativa Barcelona: Secretariat de l'Escola Cristiana de Catalunya, 1990
  - F. Riu, Pilar Ferreiros i Anna Ramis La LOGSE: qué pretende y como incidirá en la acción educativa Barcelona: Secretariado de la Escuela Cristiana de Cataluña, 1990
- Todos tienen el derecho a la educación: compendio y comentarios de los preceptos constitucionales y legales Madrid: Consejo General de la Educación Católica, 1988. ISBN 84-404-2263-6
- Tothom té dret a l'educació Barcelona: Secretariat de l'Escola Cristiana de Catalunya, 1988. ISBN 84-404-1960-0
- La comunidad eclesial ante el reto de la LODE 1986
- F. Riu i altres Estatuto de centros escolares Barcelona: Edebé, 1980. ISBN 84-236-1483-2
- F. Riu i Mª José Garcia-San Pedro Ciudadanos competentes Barcelona: Edebé 2014. ISBN 978-84-683-1262-0